# Straat Torres-eilanders

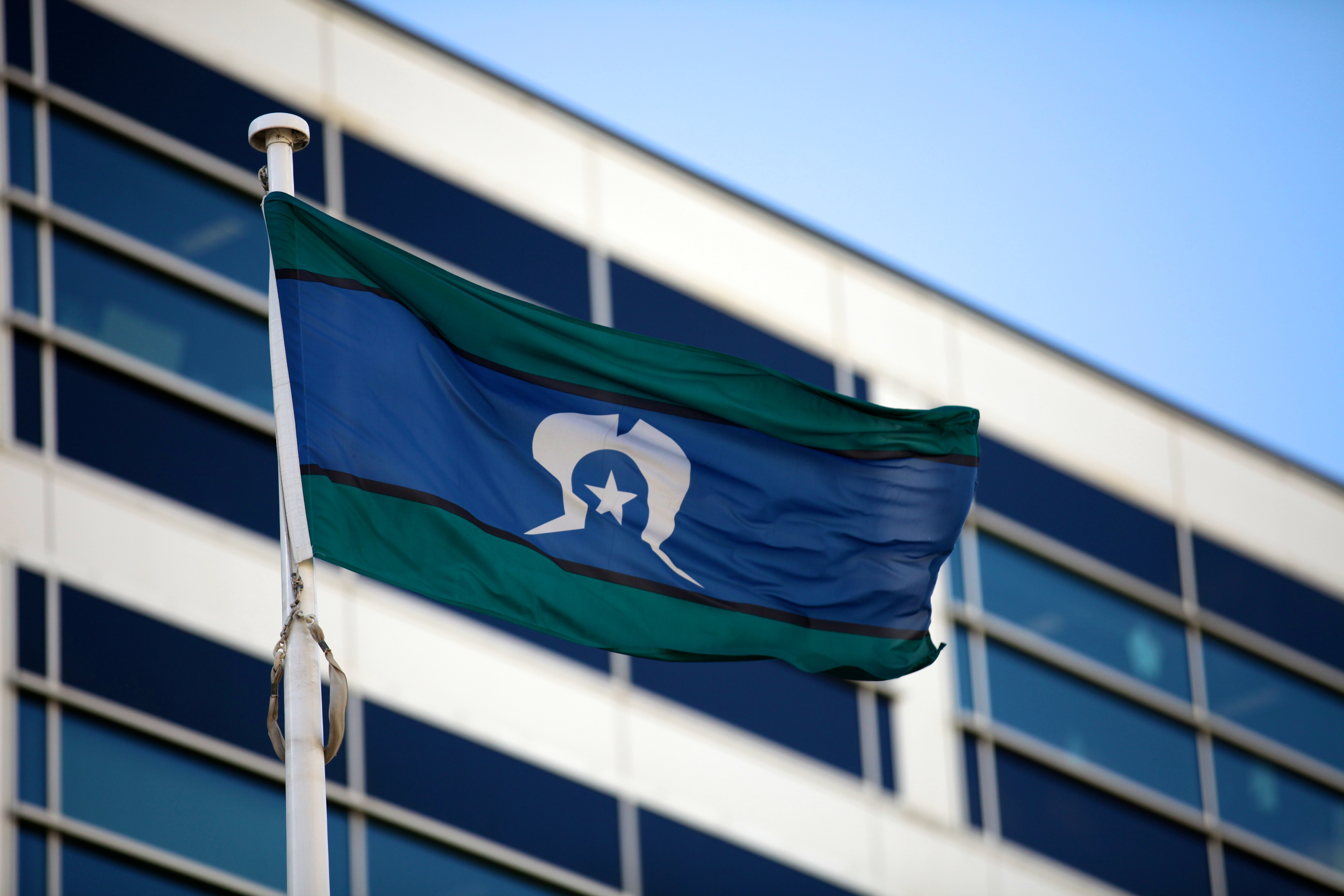
Vlag van de Straat Torres-eilanders

De Straat Torres-eilanders zijn een volk dat leeft op de Australische eilanden in de Straat Torres, tussen het schiereiland Kaap York in het noordoosten van Australië en het zuiden van Nieuw-Guinea. Deze Melanesiërs zijn niet verwant aan de Australische Aborigines, maar aan de volkeren van Nieuw-Guinea, met wie ze verschillende culturele overeenkomsten vertonen.